# Eerste Slag bij Murfreesboro
De Eerste Slag bij Murfreesboro vond plaats op 13 juli 1862 in Rutherford County, Tennessee tijdens de Amerikaanse Burgeroorlog.

## Achtergrond
Op 10 juni 1862 begon generaal-majoor Don Carlos Buell, bevelhebber van het Army of the Ohio aan zijn opmars naar Chattanooga. Deze stad was een paar dagen ervoor gebombardeerde door brigadegeneraal James S. Negley in de Eerste Slag bij Chattanooga. De Zuidelijke regering stuurde brigadegeneraal Nathan Bedford Forrest naar Chattanooga om een cavaleriebrigade te organiseren. In juli voerden Forrest en kolonel John Hunt Morgan raids uit in Tennessee en Kentucky.
Forrest verliet Chattanooga op 9 juli met twee cavalerieregimenten en sloot zich aan bij andere eenheden waardoor hij 1.400 soldaten onder zijn bevel kreeg. Het doel was Murfreesboro, een belangrijke regionale depot voor de Noordelijken op de Nashville and Chattanooga Railroad. In de ochtend van 13 juli zou deze aangevallen worden.

## De slag
Het garnizoen van Murfreesboro had zijn tenten opgeslagen op drie verschillende plaatsen rond de stad. Het bestond uit infanterie, cavalerie en artillerie onder bevel van brigadegeneraal Thomas Turpin Crittenden die op 12 juli gearriveerd was. Op 13 juli tussen 04.15u en 04.30u viel Forrest aan. De Noordelijke voorposten bij Woodbury Pike waren volledig verrast. Het hospitaal en het kamp van de 9th Pennsylvania Cavalry Regiment werd onder de voet gelopen. De andere kampementen, de gevangenis en het gerechtsgebouw werden eveneens veroverd. Tegen de late namiddag hadden de Noordelijken zich overgegeven aan Forrest.

## Gevolgen
De Zuidelijken vernietigden de meeste voorraden en een deel van de spoorweg. De hoofdreden van deze raid was het afleidingsmanoeuvre om de Noordelijke opmars van Buell af te leiden van Chattanooga. Samen met Morgans raid in Kentucky hielp dit Bragg om zijn eenheden rond Chattanooga te concentreren om in september het offensief tegen Kentucky te openen.

## Bron
- National Park Service - Murfreesboro